# Schlachthausgasse metróállomás
Schlachthausgasse egy metróállomás Bécsben a bécsi metró U3-as vonalán.

## Szomszédos állomások
A metróállomáshoz az alábbi állomások vannak a legközelebb:
- Erdberg
- Kardinal-Nagl-Platz

## Átszállási kapcsolatok
| U3 (Ottakring ↔ Simmering) |                        |                            |
| Állomás                    | Átszállási kapcsolatok | Fontosabb létesítmények    |
| Schlachthausgasse          | 18 77A, 80A            | Duna-csatorna (Donaukanal) |